# Oberstadion
Oberstadion  é um município da Alemanha localizado no distrito dos Alpes-Danúbio, região administrativa de Tubinga, estado de Baden-Württemberg.